# Hemigraphis serpens
Hemigraphis serpens är en akantusväxtart som först beskrevs av Christian Gottfried Daniel Nees von Esenbeck, och fick sitt nu gällande namn av Jacob Gijsbert Boerlage. Hemigraphis serpens ingår i släktet Hemigraphis och familjen akantusväxter. Inga underarter finns listade i Catalogue of Life.